# Seznam vrcholů v okrese Prachatice podle prominence
Seznam vrcholů v okrese Prachatice podle prominence obsahuje všechny vrcholy v  okrese Prachatice s prominencí (relativní výškou) 100 metrů a více, bez ohledu na nadmořskou výšku.
Takových vrcholů je celkem 29. Z tohoto počtu je 17 ultratisícovek (=hor s prominencí ≥ 100 metrů a nadmořskou výškou ≥ 1000 m) a 12 ultrakopců (=hory nebo kopce s prominencí ≥ 100 metrů a nadmořskou výškou < 1000 m).
Nejprominentnější je Plechý (prominence 508 metrů), který je zároveň nejvyšší (1378 m n. m.), nejdominantnější (poměr prominence a výšky má 37 %) i nejizolovanější (41 km). Druhý nejprominentnější je Boubín (368 metrů) a třetí je Libín (269 metrů).
| #   | Vrchol         | Výška m n. m. | Promi- nence | Izolace km             | Podcelek               | Souřadnice                       | Kat. |
| --- | -------------- | ------------- | ------------ | ---------------------- | ---------------------- | -------------------------------- | ---- |
| 01. | Plechý         | 1378          | 508          | 41,1 → Roklan          | Trojmezenská hornatina | 48°46′17″ s. š., 13°51′26″ v. d. | UT   |
| 02. | Boubín         | 1362          | 368          | 22,9 → Velká Mokrůvka  | Boubínská hornatina    | 48°59′29″ s. š., 13°49′03″ v. d. | UT   |
| 03. | Libín          | 1094          | 269          | 10,7 → Bobík           | Šumavské podhůří       | 48°58′43″ s. š., 14°00′42″ v. d. | UT   |
| 04. | Stožec         | 1065          | 247          | 04,4 → Žlebský vrch    | Trojmezenská hornatina | 48°52′50″ s. š., 13°49′40″ v. d. | UT   |
| 05. | Žlebský vrch   | 1080          | 203          | 04,6 → Weberberg       | Trojmezenská hornatina | 48°52′30″ s. š., 13°46′01″ v. d. | UT   |
| 06. | Javorník       | 1067          | 197          | 04,7 → Popelná hora    | Šumavské pláně         | 49°08′18″ s. š., 13°39′10″ v. d. | UT   |
| 07. | Bobík          | 1265          | 177          | 04,7 → Boubín          | Boubínská hornatina    | 48°57′32″ s. š., 13°51′55″ v. d. | UT   |
| 08. | Žlíbský vrch   | 1133          | 166          | 05,0 → Pažení          | Šumavské pláně         | 48°56′06″ s. š., 13°43′44″ v. d. | UT   |
| 09. | Jelenská hora  | 1069          | 161          | 03,5 → V Pařezí        | Trojmezenská hornatina | 48°49′44″ s. š., 13°52′55″ v. d. | UT   |
| 10. | Skalnatý hřbet | 1079          | 156          | 01,7 → Strážný         | Šumavské pláně         | 48°54′24″ s. š., 13°40′54″ v. d. | UT   |
| 11. | Klenovec       | 839           | 156          | 02,6 → Vrata           | Šumavské podhůří       | 48°58′19″ s. š., 14°05′52″ v. d. | UK   |
| 12. | Přílba         | 1221          | 153          | 05,6 → Tetřev          | Šumavské pláně         | 49°02′23″ s. š., 13°37′11″ v. d. | UT   |
| 13. | Ktišská hora   | 911           | 153          | 03,9 → Chlum           | Šumavské podhůří       | 48°55′32″ s. š., 14°07′13″ v. d. | UK   |
| 14. | Křemenná       | 1085          | 147          | 03,8 → Dlouhý hřbet    | Želnavská hornatina    | 48°52′45″ s. š., 13°56′13″ v. d. | UT   |
| 15. | Obrovec        | 1146          | 144          | 02,6 → Basumský hřeben | Šumavské pláně         | 48°59′08″ s. š., 13°45′08″ v. d. | UT   |
| 16. | Stráž          | 1308          | 140          | 02,0 → Černá hora      | Šumavské pláně         | 48°58′33″ s. š., 13°34′48″ v. d. | UT   |
| 17. | Volovický vrch | 961           | 133          | 02,4 → Libín           | Šumavské podhůří       | 48°59′46″ s. š., 13°58′22″ v. d. | UK   |
| 18. | Vrata          | 856           | 129          | 02,6 → Ktišská hora    | Šumavské podhůří       | 48°57′27″ s. š., 14°07′40″ v. d. | UK   |
| 19. | Běleč          | 922           | 128          | 05,3 → Boubín          | Šumavské podhůří       | 49°03′38″ s. š., 13°53′38″ v. d. | UK   |
| 20. | Polecký vrch   | 1121          | 123          | 04,5 → Žlíbský vrch    | Šumavské pláně         | 48°57′08″ s. š., 13°40′20″ v. d. | UT   |
| 21. | Chlustov       | 1094          | 121          | 02,1 → Žlíbský vrch    | Šumavské pláně         | 48°55′30″ s. š., 13°45′25″ v. d. | UT   |
| 22. | Uhřice         | 822           | 118          | 02,3 → Kokovec         | Šumavské podhůří       | 49°05′14″ s. š., 13°55′20″ v. d. | UK   |
| 23. | Strážný        | 1115          | 117          | 02,7 → Žlíbský vrch    | Šumavské pláně         | 48°55′14″ s. š., 13°41′55″ v. d. | UT   |
| 24. | Věnec          | 765           | 117          | 01,7 → Běleč           | Šumavské podhůří       | 49°05′56″ s. š., 13°52′06″ v. d. | UK   |
| 25. | Stráže         | 742           | 114          | 02,5 → Zelený vrch     | Šumavské podhůří       | 48°59′41″ s. š., 14°08′09″ v. d. | UK   |
| 26. | Sklářský vrch  | 993           | 110          | 01,7 → Kupa            | Boubínská hornatina    | 49°01′25″ s. š., 13°47′10″ v. d. | UK   |
| 27. | Lučenický vrch | 867           | 109          | 02,0 → Libín           | Šumavské podhůří       | 48°58′33″ s. š., 14°03′17″ v. d. | UK   |
| 28. | Vysoký les     | 942           | 101          | 03,1 → Bobík           | Šumavské podhůří       | 48°56′20″ s. š., 13°55′11″ v. d. | UK   |
| 29. | Kalený vrch    | 828           | 100          | 03,5 → Kohoutová       | Šumavské podhůří       | 49°07′33″ s. š., 13°45′13″ v. d. | UK   |

Seznam vrcholů v Prachaticích podle prominence obsahuje všechny vrcholy na území města Prachatice s prominencí (relativní výškou) nad 100 metrů, bez ohledu na nadmořskou výšku.
Takové vrcholy jsou dva. Jeden je tzv. ultratisícovka (=hora s prominencí ≥ 100 metrů a nadmořskou výškou ≥ 1000 m), jedná se o Libín  a jeden je ultrakopec (=hora nebo kopec s prominencí ≥ 100 metrů a nadmořskou výškou < 1000 m), a to Volovický vrch.
| #   | Vrchol         | Výška m n. m. | Promi- nence | Izolace km   | Podcelek         | Souřadnice                       | Kat. |
| --- | -------------- | ------------- | ------------ | ------------ | ---------------- | -------------------------------- | ---- |
| 01. | Libín          | 1094          | 269          | 10,7 → Bobík | Šumavské podhůří | 48°58′43″ s. š., 14°00′42″ v. d. | UT   |
| 02. | Volovický vrch | 961           | 133          | 02,4 → Libín | Šumavské podhůří | 48°59′46″ s. š., 13°58′22″ v. d. | UK   |